# Cristoforo Motta
Cristoforo Motta (* 23. Januar 1823 in Airolo; † 16. November 1867 in Orselina) war ein Schweizer Grundbesitzer und Ingenieur, Politiker, Tessiner Grossrat und Staatsrat.

## Biografie
Cristoforo Motta war Sohn des Grundbesitzers Giovanni Giuseppe und dessen Ehefrau Maria Caterina Lombardi. Er heiratete Matilde Balli. Nach Internaten in Brunnen, Schwyz und Freiburg im Üechtland studierte er an der Technischen Hochschule in Karlsruhe. Er war Landbesitzer und arbeitete als Ingenieur.
Als Politiker war er führender Vertreter des Liberalismus und Abgeordneter des Tessiner Grossrates von 1848 bis 1854, von 1855 bis 1859 und von 1863 bis 1867, Staatsrat von 1854 bis 1855 (Leiter des Departements für Volksbildung), überdies war er auch Ständerat von 1855 bis 1856 und 1865 bis 1866, wo er sich für die Interessen des Kantons Tessin in der Eisenbahnpolitik einsetzte.